# Bogatić (Promina)
Bogatić falu Horvátországban Šibenik-Knin megyében. Közigazgatásilag Prominához tartozik.

## Fekvése
Knintől légvonalban 18, közúton 30 km-re, községközpontjától 12 km-re délnyugatra, Dalmácia északi-középső részén, a Krka szurdokvölgyének bal partján fekszik. 

## Története
A középkorban a határában állt két vár, amelyek két egymással ellenséges család, a Nelipićek (Bogočin vára), illetve a Šubićok (Rog vára) tulajdonában voltak. A török 1522-ben foglalta el Bogočin és Rog várát. Területe a moreai háború során (1684-1699) szabadult fel a török uralom alól. Miután 1797-ben a francia seregek felszámolták a Velencei Köztársaságot, osztrák csapatok szállták meg. 1809-ben a Francia Császárság Illír Tartományának része lett. 1815-ben a bécsi kongresszus újra Ausztriának adta, amely a Dalmát Királyság részeként Zárából igazgatta 1918-ig. A falunak 1857-ben 409, 1910-ben 463 lakosa volt. Az első világháború után előbb a Szerb-Horvát-Szlovén Királyság, majd Jugoszlávia része lett. Az 1970-es években nagy számú lakosság vándorolt ki a jobb megélhetés reményében. 1991-ben lakosságának 87 százaléka horvát, 13 százaléka szerb volt. A délszláv háború idején 1991-ben szerb felkelők és a JNA csapatai szállták meg és a Krajinai Szerb Köztársasághoz csatolták. A horvát hadsereg 1995 augusztusában a Vihar hadművelet során foglalta vissza a települést. A falunak 2011-ben 24 lakosa volt.

## Lakosság
| Lakosság változása | Lakosság változása | Lakosság változása | Lakosság változása | Lakosság változása | Lakosság változása | Lakosság változása | Lakosság változása | Lakosság változása | Lakosság változása | Lakosság változása | Lakosság változása | Lakosság változása | Lakosság változása | Lakosság változása | Lakosság változása |
| ------------------ | ------------------ | ------------------ | ------------------ | ------------------ | ------------------ | ------------------ | ------------------ | ------------------ | ------------------ | ------------------ | ------------------ | ------------------ | ------------------ | ------------------ | ------------------ |
| 1857               | 1869               | 1880               | 1890               | 1900               | 1910               | 1921               | 1931               | 1948               | 1953               | 1961               | 1971               | 1981               | 1991               | 2001               | 2011               |
| 409                | 443                | 445                | 429                | 496                | 463                | 545                | 502                | 534                | 535                | 539                | 379                | 171                | 104                | 48                 | 24                 |

## Nevezetességei
- Határában található a Krka egyik nevezetes vízesése a Roški slap (magyarul Rogi-zuhatag).[4] A vízesés a közelében állt Rog váráról kapta a nevét, amelynek azonban mára nyoma sem maradt. A vízesés legnagyobb szélessége 450 méter, összmagassága 22,5 méter, a legmagasabb vízesésének magassága 15 méter. 1910-ben a jobb oldalán egy kisebb vízierőművet építettek.

- Határában a Krka bal partján találhatók Bogočin várának (más néven Vilin) romjai.[5] A várat valószínűleg a Nelipićek építették és a Krkán itt átvezető hidat védte. Később a Martinušić család birtoka volt. 1522-ben elfoglalta a török és 1686-ig a kezén maradt. Ekkor súlyosan megrongálódott és azóta pusztul. A várhoz vezető középkori út a mai napig fennmaradt, melyről egy hídon át lehetett bejutni a várba.